# Chaetogaster crystallinus
Chaetogaster crystallinus is een ringworm uit de familie van de Naididae. De wetenschappelijke naam van de soort is voor het eerst geldig gepubliceerd in 1883 door Vejdovský.